# Carter Coughlin
Carter Coughlin (21 luglio 1997) è un giocatore di football americano statunitense che milita nel ruolo di linebacker per i New York Giants della National Football League (NFL).

## Carriera

### New York Giants
Coughlin al college giocò a football a Minnesota dal 2016 al 2019. Fu scelto nel corso del settimo giro (218º assoluto) del Draft NFL 2020 dai New York Giants. Nel Monday Night Football della settimana 8 contro i Tampa Bay Buccaneers mise a segno il suo primo sack su Tom Brady. La sua stagione da rookie si concluse con 17 tackle in 14 presenze, 2 delle quali come titolare.